# Leopoldo Calvo-Sotelo
Leopoldo Calvo-Sotelo Bustelo (født 14. april 1926 i Madrid, død 3. maj 2008 sammesteds) var en spansk politiker for partiet Unión de Centro Democrático (UCD). Han var Spaniens premierminister 1981–1982.
Efter Francos død blev Calvo-Sotelo minister i den første regering i det genindførte monarki. Calvo-Sotelo var handelsminister 1975–1976 og fik en række andre poster i Adolfo Suarez' regering. Da Suarez gik af som premierminister i 1981, overtog Calvo-Sotelo posten som regeringschef. Indsættelsesceremonien i nationalforsamlingen den 23. februar 1981 blev afbrudt af et militært kupforsøg under ledelse af Antonio Tejero. Efter at dette blev slået ned virkede Calvo-Sotelo som premierminister fra februar 1981 til december 1982, hvorefter Felipe González overtog.
Calvo-Sotelo var uddannet ingeniør.
I 2002 udnævnte kong Juan Carlos Leopoldo Calvo-Sotelo til Marki af Ría de Ribadeo med distinktionen Grandeza de España.